# ジョン・シリカ
ジョン・ジョセフ・シリカ（John Joseph Sirica、1904年3月19日 - 1992年8月14日）は、アメリカ合衆国のコロンビア特別区連邦地方裁判所の裁判官である。ウォーターゲート事件の裁判で活躍したことで有名になった。

## 若年期と教育
シリカは、コネチカット州ウォーターバリーで生まれた。父はイタリアからの移民のフェルディナンド（フレッド）・シリカ(Ferdinando (Fred) Sirica)、母はイタリア人の両親を持つローズ・（ジンノ）・シリカ(Rose (Zinno) Sirica)だった。1910年から1918年の間、シリカ一家はアメリカ国内のさまざまな都市に住み、フレッドは理髪師として働きながら、小さなビジネスに何度も挑戦して失敗した。1918年に一家はワシントンD.C.に移った。ジョンはエマーソン・プレパラトリー・スクールに通い、その後コロンビア・プレパラトリー・スクールに編入した。
フレッドは小さなボウリング場とビリヤード場を経営していたが、1922年、トイレから酒類が発見され、禁酒法違反で警察の手入れを受けた。フレッドは逮捕されたが、告訴は取り下げられた。フレッドはすぐに事業を売却して引っ越した。一方、ジョンは高校から直接ロースクールに進学することにした（当時のワシントンD.C.では可能だった）。2度の失敗を経てジョージタウン大学ローセンターに入学し、1926年に法学博士号(LL.B.)を取得した。

## キャリア
シリカは、1920年代から1930年代にかけて、ワシントンやマイアミでボクシングをしていた。彼は格闘家としてのキャリアと、法律の学位を取得して司法試験に合格した後の法律家としてのキャリアとの間で悩んでいた。この期間に、ボクシングチャンピオンのジャック・デンプシーと親友になった。
シリカは1926年から1930年まで、ワシントンD.C.で個人弁護士として活動していた。1930年から1934年まではコロンビア特別区の連邦検事補を務め、その後1934年から1957年までは個人事務所に戻った。1944年には連邦通信委員会調査特別委員会の顧問弁護士を務めたが、同委員会の2人の共和党議員から任命を反対された。しかし、シリカはこの年のラジオ局WMCAに関するスキャンダルに対する委員会の対応に反発して辞任し、再び個人事務所に戻った。1947年、ワシントンD.C.のホーガン・ハーストン法律事務所（現ホーガン・ロヴェルズ法律事務所）に入所した。

## 連邦地方裁判所裁判官
シリカは、1957年2月25日、ドワイト・D・アイゼンハワー大統領により、ヘンリー・アルバート・シュヴァインハウトの退任により空席があったコロンビア特別区連邦地方裁判所の判事に指名された。1957年3月26日に上院で承認され、同年3月28日に任命された。1971年から1974年まで裁判長およびアメリカ司法会議のメンバーを務めた。1977年10月31日より上席判事となり、1992年8月14日に死去するまでその地位にあった。
特筆すべき判決として、オーウェンズ対ブラウン事件において、海軍の女性を艦船に乗せることを禁止する法律を違憲と判断した判決がある。
シリカは、法律で定められた最大限の量刑を下すことが多かったことから、「マキシマム・ジョン」というあだ名があった。

### ウォーターゲート事件
シリカは、リチャード・ニクソン大統領にホワイトハウスでの会話の録音を提出するよう命じたことで、一躍有名になった。シリカがこの事件に関わったきっかけは、ウォーターゲートビルへの侵入犯の裁判を担当したことだった。シリカは、彼らが単独で行動したという主張を信じず、仮処分の方法を用いて、最終的な判決の前に上層部の情報を提供するよう強く勧めた。暫定判決では、裁判官は判決が確定する前に、被告に数か月間の熟考期間を与えることができる。被疑者のジェームズ・W・マッコード・ジュニアは、ニクソン政権内部の人物が関与した計画を説明する文書を提出した。
1979年、シリカはジョン・スタックスとの共著で、ウォーターゲート事件に関わったときのことをまとめた本"To Set the Record Straight"を発表した。
ウォーターゲート事件の真相を明らかにしたことで、シリカは1974年1月に『タイム』誌の「マン・オブ・ザ・イヤー」に選ばれた。1977年には、アカデミー・オブ・アチーブメントのゴールデンプレート賞を受賞した。

## 私生活と死去
シリカは、妻のルシル・カマリエ・シリカ(Lucile Camalier Sirica)と3人の子供（ジョン・ジュニア、パトリシア、アイリーン）と一緒に暮らしていた。
1976年2月5日、シリカは講演中に激しい心臓発作に襲われた。
最期の数週間は肺炎を患っていた。亡くなる数日前に転倒して鎖骨を骨折し、ワシントンD.C.のジョージタウン大学医療センターに入院した。1992年8月14日午後4時30分、心停止のため同病院で亡くなった。遺体はメリーランド州シルバースプリングのゲート・オブ・ヘブン墓地に埋葬された 。

## 著作物
- Franscell, Ron (2012). The Crime Buff's Guide to Outlaw Washington, D.C.. Guilford, Conn.: Globe Pequot Press. ISBN 9780762773855
- Sirica, John (April 1, 1979). To Set the Record Straight: The Break-In, the Tapes, the Conspirators, the Pardon. New York: W W Norton & Co. ISBN 0393012344